# Dario Ivanovski
Dario Ivanovski (in macedone: Дарио Ивановски; Skopje, 15 maggio 1997) è un mezzofondista macedone.
Detentore dei record nazionali sulle distanze di mezzofondo 1500 e 3000 metri piani, Ivanovski ha iniziato a gareggiare nei circuiti regionali a partire dal 2016. Nel 2018 ha preso parte alla sua prima manifestazione mondiale a Birmingham gareggiando nei 1500 metri ai Mondiali indoor.

## Palmarès
| Anno | Manifestazione                | Sede         | Evento         | Risultato | Prestazione | Note                          |
| ---- | ----------------------------- | ------------ | -------------- | --------- | ----------- | ----------------------------- |
| 2016 | Camp. balcanici indoor        | Istanbul     | 3000 m piani   | 5º        | 8'43"58     |                               |
| 2017 | Camp. balcanici               | Novi Sad     | 800 m piani    | 9º        | 1'55"92     |                               |
| 2018 | Camp. balcanici indoor        | Istanbul     | 3000 m piani   | 4º        | 8'14"44     |                               |
| 2018 | Mondiali indoor               | Birmingham   | 1500 m piani   | Batteria  | 3'51"83     |                               |
| 2018 | Giochi del Mediterraneo       | Tarragona    | 1500 m piani   | 10º       | 3'47"13     | Record nazionale              |
| 2018 | Camp. balcanici               | Stara Zagora | 3000 m piani   | 4º        | 8'17"65     | Record nazionale              |
| 2018 | Europei                       | Berlino      | 1500 m piani   | Batteria  | 3'57"52     |                               |
| 2019 | Camp. balcanici indoor        | Istanbul     | 3000 m piani   | Argento   | 8'03"65     | Record nazionale              |
| 2019 | Camp. mediterranei U23 indoor | Miramas      | 1500 m piani   | 8º        | 3'50"90     | Record nazionale              |
| 2019 | Mondiali indoor               | Glasgow      | 3000 m piani   | Batteria  | dnf         |                               |
| 2019 | Camp. balcanici               | Stara Zagora | 1500 m piani   | 6º        | 3'53"94     |                               |
| 2019 | Camp. balcanici               | Stara Zagora | 3000 m piani   | 5º        | 8'33"62     |                               |
| 2022 | Giochi del Mediterraneo       | Orano        | 5000 m piani   | 8º        | 13'54"58    | Miglior prestazione personale |
| 2022 | Europei                       | Monaco       | Maratona       | dnf       | dnf         |                               |
| 2023 | Europei indoor                | Istanbul     | 3000 m piani   | Batteria  | 8'17"83     |                               |
| 2024 | Europei                       | Roma         | Mezza maratona | 29º       | 1h04'01"    | Record nazionale              |
| 2024 | Giochi olimpici               | Parigi       | Maratona       | 69º       | 2h28'15"    |                               |

## Campionati nazionali
2020
- Oro ai campionati macedoni, 1500 m piani - 3'56"28

2021
- Oro ai campionati macedoni di mezza maratona - 1h11'41"
- Oro ai campionati macedoni, 10000 m piani - 31'27"69

2022
- Oro ai campionati macedoni di mezza maratona - 1h07'56"

2023
- Bronzo ai campionati macedoni di maratona - 2h19'08"

## Altre competizioni internazionali
2019
- 27º alla San Silvestre Vallecana ( Madrid) - 30'05"

2022
- 13º alla Maratona di Copenaghen ( Copenaghen) - 2h18'12"

2023
- 50º alla Maratona di Valencia ( Valencia) - 2h11'53"

2024
- 28º alla Maratona di Rotterdam ( Rotterdam) - 2h14'46"
- 20º alla Maratona di Siviglia ( Siviglia) - 2h08'26"

2025
- Oro nella Terza Divisione dei Campionati europei a squadre di atletica leggera ( Maribor), 5000 m piani - 14'04"06